# Keo Sokpheng
Keo Sokpheng (khmer. កែវ សុខផេង; ur. 3 marca 1992 w prowincji Krâchéh) – kambodżański piłkarz grający na pozycji napastnika  w klubie Visakha FC oraz reprezentacji Kambodży. 
W swojej karierze grał również w takich klubach jak: Boeung Ket Rubber Field, Phnom Penh Crown czy Perak TBG II. Z pierwszymi dwoma zdobył Cambodia League. W reprezentacji Kambodży zadebiutował 16 czerwca 2015 w meczu z Afganistanem. Pierwszą bramkę zdobył 20 sierpnia 2015 w starciu z Bhutanem.